# Saratoga (North Carolina)
Saratoga is een plaats (town) in de Amerikaanse staat North Carolina, en valt bestuurlijk gezien onder Wilson County.

## Demografie
Bij de volkstelling in 2000 werd het aantal inwoners vastgesteld op 379.
In 2006 is het aantal inwoners door het United States Census Bureau geschat op 370, een daling van 9 (-2,4%).

## Geografie
Volgens het United States Census Bureau beslaat de plaats een oppervlakte van
1,7 km², geheel bestaande uit land. Saratoga ligt op ongeveer 36 m boven zeeniveau.

## Plaatsen in de nabije omgeving
De onderstaande figuur toont nabijgelegen plaatsen in een straal van 16 km rond Saratoga.